# Yangtze Service Medal
La Yangtze Service Medal est une décoration militaire de l'armée américaine créée en 1930 pour reconnaître les personnels de l'US Navy et l'US Marine Corps (et dans une moindre mesure, aux membres de l'US Army). La médaille est décernée aux militaire ayant participé à des actions dans la vallée du fleuve Yangtze entre le 3 septembre 1926 et le 31 décembre 1932, une période de troubles importants dans la région. 
La décoration peut également être décernée aux membres du service militaire qui ont servi en permanence à Shanghai, en Chine, à condition que ce service soutienne directement les opérations de débarquement dans la vallée du fleuve Yangtze (par exemple l'Incident de Nankin de 1927). La médaille du service Yangtze a été déclarée obsolète en 1940 lorsqu'elle a été remplacée par la China Service Medal. 
Le concepteur de la médaille du service Yangtze est John R. Sinnock de la Philadelphia Mint. Sinnock était le huitième graveur en chef de la Monnaie des États-Unis de 1925 à 1947. 